# 21422 Alexacarey
A 21422 Alexacarey (ideiglenes jelöléssel 1998 FL78) a Naprendszer kisbolygóövében található aszteroida. A LINEAR projekt keretében fedezték fel 1998. március 24-én.